# Buchbinder Bernát
Buchbinder Bernát (teljes német nevén Bernhard Ludwig Buchbinder;Budapest, 1849. július 7. v. szeptember 20. – Bécs, 1922. június 24.) Gustav Klinger álnéven működő osztrák–magyar színész, újságíró és író. Legismertebb librettóját Az erdészlány című operetthez írta.

## Élete
Születési dátuma a halotti anyakönyvben július 7., személyes nyilatkozata szerint azonban 1849. szeptember 20. volt. Először színész volt, majd Budapesten kiadta a Das Kleine Journal című, német nyelvű, humoros-szépirodalmi hetilapot. 1887-ben Bécsbe költözött, ahol hírlapi tárcaíróként élt, többek között írt a Neue Wiener Journalba is. Újságírói munkája mellett bécsies hangulatú  regényeket, népszínműveket és főleg operettlibrettókat írt.

## Művei
- Az újépület sátánja, regény (1884)
- Palermo énekese, operett 3 felvonásban (1888)
- Az ördögharang, opera 3 felvonásban (1891)
- Egy bécsi színházi hercegnő, regény (1894)
- Boszorkánykisasszony, operett 3 felvonásban (Alfréd Maria Willnerrel, zene: Josef Bayer)
- A menekültek, opera buffa 3 felvonásban
- The Kitchens Comtesse. bohózat 3 felvonásban
- A hölgy a cirkuszból, operett
- A kibic, bohózat 3 felvonásban
- A pillangó, operett 3 felvonásban (Alfred Maria Willnerrel, 1896 (zene: Charles Weinberger)
- Az értelem istennője, operett (Alfred Maria Willnerrel, 1897, zene: ifj. Johann Strauss)
- Mai emberek, bohózat 3 felvonásban (1899, zene: ifj. Joseph Hellmesberger)
- Ő és a nővére, bohózat 4 jelenetben (1902, zene: Rudolf Raimann)
- A zenész és a felesége, zenés népszínmű 4 felvonásban (1903)
- A mosodai lány, operett (1905, zene: Rudolf Raimann)
- A cipészfiú, bohózat 4 felvonásban (1906)
- Az erdészlány, operett 3 felvonásban (1907, zene: Jarnó György)
- Paula mindent megtesz, operettbohózat 4 felvonásban (1909)
- A zenészlány, operett 3 felvonásban (1910, zene: Jarnó György)
- Az új lány. vaudeville 3 felvonásban (1911)
- Gretl asszony, bohózat 3 felvonásban (1911)
- Marie-Gustl, operett (1912)
- A csodamalom. bohózat 3 felvonásban (1914)
- A nincstelenek, operett 3 felvonásban (1917 körül)
- Maiden Sunshine, operett (1918)
- Arany áldásra, zenés népszínmű 3 felvonásban (1921)

## Emlékezete
- 1955-ben Bécsben, a Hietzingben (13. kerület) róla nevezték el a Buchbindergassét.

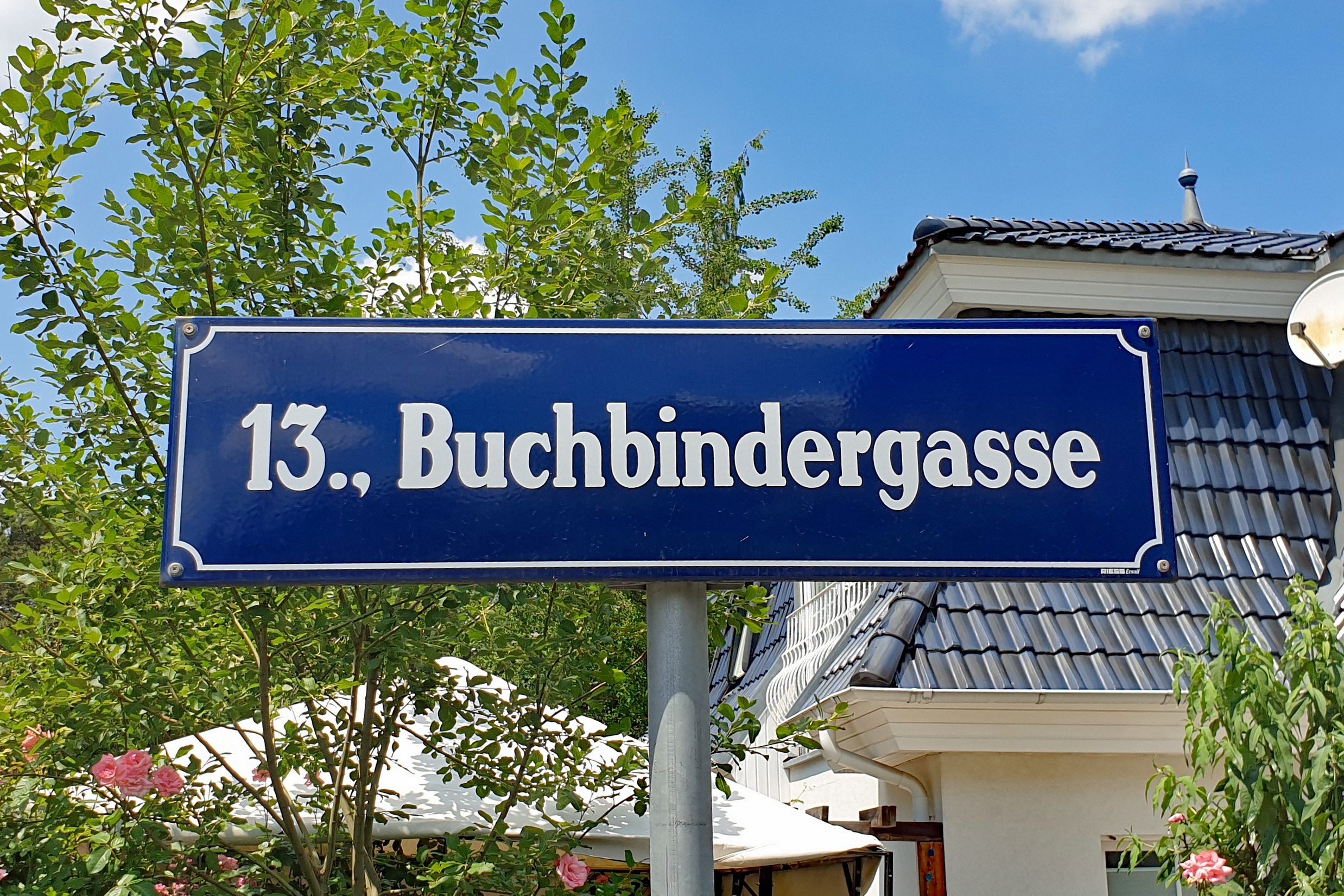
A Buchbindergasse utcatábla Bécsben

## Fordítás
Ez a szócikk részben vagy egészben  a   Bernhard Buchbinder című német Wikipédia-szócikk ezen változatának fordításán alapul.  Az eredeti cikk szerkesztőit annak laptörténete sorolja fel. Ez a jelzés csupán a megfogalmazás eredetét és a szerzői jogokat jelzi, nem szolgál a cikkben szereplő információk forrásmegjelöléseként.